# Abraxas japanibia
Abraxas japanibia är en fjärilsart som beskrevs av Eugen Wehrli 1935. Abraxas japanibia ingår i släktet Abraxas och familjen mätare. Inga underarter finns listade i Catalogue of Life.